# Flandern-Rundfahrt 1965
Die Flandern-Rundfahrt 1965 war die 49. Austragung der Flandern-Rundfahrt, ein Eintagesrennen im Straßenradsport. Es wurde am 17. April 1951 über eine Distanz von 235 km ausgetragen. Sieger wurde Jo de Roo aus den Niederlanden.

## Rennen
127 Radrennfahrer stellten sich dem Starter in Gent. Die Flandern-Rundfahrt gehörte zur Rennserie Super Prestige Pernod 1965.
Am Anstieg zum Kwaremont starteten 14 Fahrer einen Ausreißversuch, darunter der spätere Sieger und der Vorjahressieger Rudi Altig. Altig gab das Rennen nach der Hälfte der Distanz auf. 35 Fahrer erreichten das Ziel in Gentbrugge.

## Ergebnis
| Platz | Fahrer                 | Team                      | Zeit              |
| ----- | ---------------------- | ------------------------- | ----------------- |
| 1.    | Jo de Roo              | Televizier–Batavus        | 5: 47: 29 Stunden |
| 2.    | Edward Sels            | Solo–Superia              | gl. Zeit          |
| 3.    | Georges Van Coningsloo | Peugeot–BP–Michelin       | + 0:33 Minuten    |
| 4.    | Willy Vannitsen        | Ford France–Gitane–Dunlop | gl. Zeit          |
| 5.    | Jean Stablinski        | Ford France–Gitane–Dunlop | gl. Zeit          |
| 6.    | Rik Van Looy           | Solo–Superia              | gl. Zeit          |
| 7.    | Carmine Preziosi       | Dr. Mann-Grundig          | + 0:58 Minuten    |
| 8.    | Gustaaf De Smet        | Wiel’s–Groene Leeuw       | gl. Zeit          |
| 9.    | Arthur De Cabooter     | Wiel’s–Groene Leeuw       | gl. Zeit          |
| 10.   | Victor Van Schil       | Mercier–BP–Hutchinson     | gl. Zeit          |